# メレンゲ (曲)
『メレンゲ』は、日本のバンド・マカロニえんぴつのメジャー1作目（通算7作目）の配信限定シングルである。

## 概要
- 配信作品としては7作目となる。
- 配信日前日の11日に、ミュージックビデオが公開された[1]。
- 2021年4月21日に発売されたシングル『はしりがき』に収録されている[2]。

## 収録内容
| #         | タイトル     | 作詞・作曲・編曲 | 時間 |
| --------- | ------------ | ---------------- | ---- |
| 1.        | 「メレンゲ」 | はっとり         | 3:58 |
| 合計時間: | 合計時間:    | 合計時間:        | 3:58 |

## タイアップ
| 曲順 | 曲名     | タイアップ                                  |
| ---- | -------- | ------------------------------------------- |
| #1   | メレンゲ | JR SKISKI 2020-2021キャンペーンテーマソング |